# Unghi diedru

Unghi între două semiplane (α, β, verde) în al treilea plan

Unghiul diedru sau unghiul plan corespunzător diedrului (upcd) este, în geometria spațială, unghiul determinat de două plane. Deoarece două plane determină patru unghiuri, este considerat unghi diedru cel care are măsura unui unghi ascuțit. Într-un caz particular, unghiul plan corespunzător diedrului poate fi unghi drept (cu măsura de 90°). Atunci, planele sunt perpendiculare. 
Din intersecția a două plane în spațiu rezultă o dreaptă și 4 unghiuri drepte (plane perpendiculare) sau două unghiuri ascuțite egale completate cu două unghiuri obtuze egale opuse la vârf. Se numește unghiul diedru cel mai mic unghi ascuțit măsurat între cele două plane date.
Dreapta de intersecție este bine definită și poate fi determinată cu ajutorul geometriei descriptive sau a analizei matematice. Unghiurile formate sunt evidențiate de poziția unui al treilea plan care intersectează planele date. Cel mai mic unghi ascuțit apare exclusiv în planul perpendicular pe dreapta de intersecție între cele 2 plane date. Unghiul diedru este cuprins în acest plan, laturile sale fiind perpendiculare pe dreapta de intersecție a planelor care formează unghiul diedru analizat.
Unghiul diedru este definitoriu în sensul că se poate construi geometric un al doilea plan unic care face cu primul dat un unghi diedru dat. Măsura unghiului diedru se face pe un plan perpendicular pe planul dat de la linia de intersecție.

## Determinare
Pentru a stabili care este unghiul diedru determinat de două plane, se procedează în cinci pași:

Pasul 1

Se scriu planele a cărui unghi trebuie calculat cu semnul ∩ între ele, iar apoi se scrie un = după acestea, menționând totuși și latura intersecției

Pasul 2

Se scrie o latură din primul plan care să fie perpendiculară pe latura de intersecție

Pasul 3

Se scrie că prima latură este inclusă în primul plan

Pasul 4

Se scrie o latură din al doilea plan care să fie perpendiculară pe latura de intersecție în același punct cu latura de la pasul 2

Pasul 5

Se scrie că a a doua latură e inclusă în al doilea plan.

## Fundamentare geometrică
Unghiul diedru {\displaystyle \varphi } între planele secante de ecuații carteziene 
{\displaystyle a_{1}x+b_{1}y+c_{1}z+d_{1}=0}
{\displaystyle a_{2}x+b_{2}y+c_{2}z+d_{2}=0}
e dat de:
{\displaystyle \cos \varphi ={\frac {\left\vert a_{1}a_{2}+b_{1}b_{2}+c_{1}c_{2}\right\vert }{{\sqrt {a_{1}^{2}+b_{1}^{2}+c_{1}^{2}}}{\sqrt {a_{2}^{2}+b_{2}^{2}+c_{2}^{2}}}}}}
și satisface {\displaystyle 0\leq \varphi \leq \pi /2.} Se poate observa ușor că unghiul e independent de {\displaystyle d_{1}} și {\displaystyle d_{2}}.